# De Gerlien van Tiem

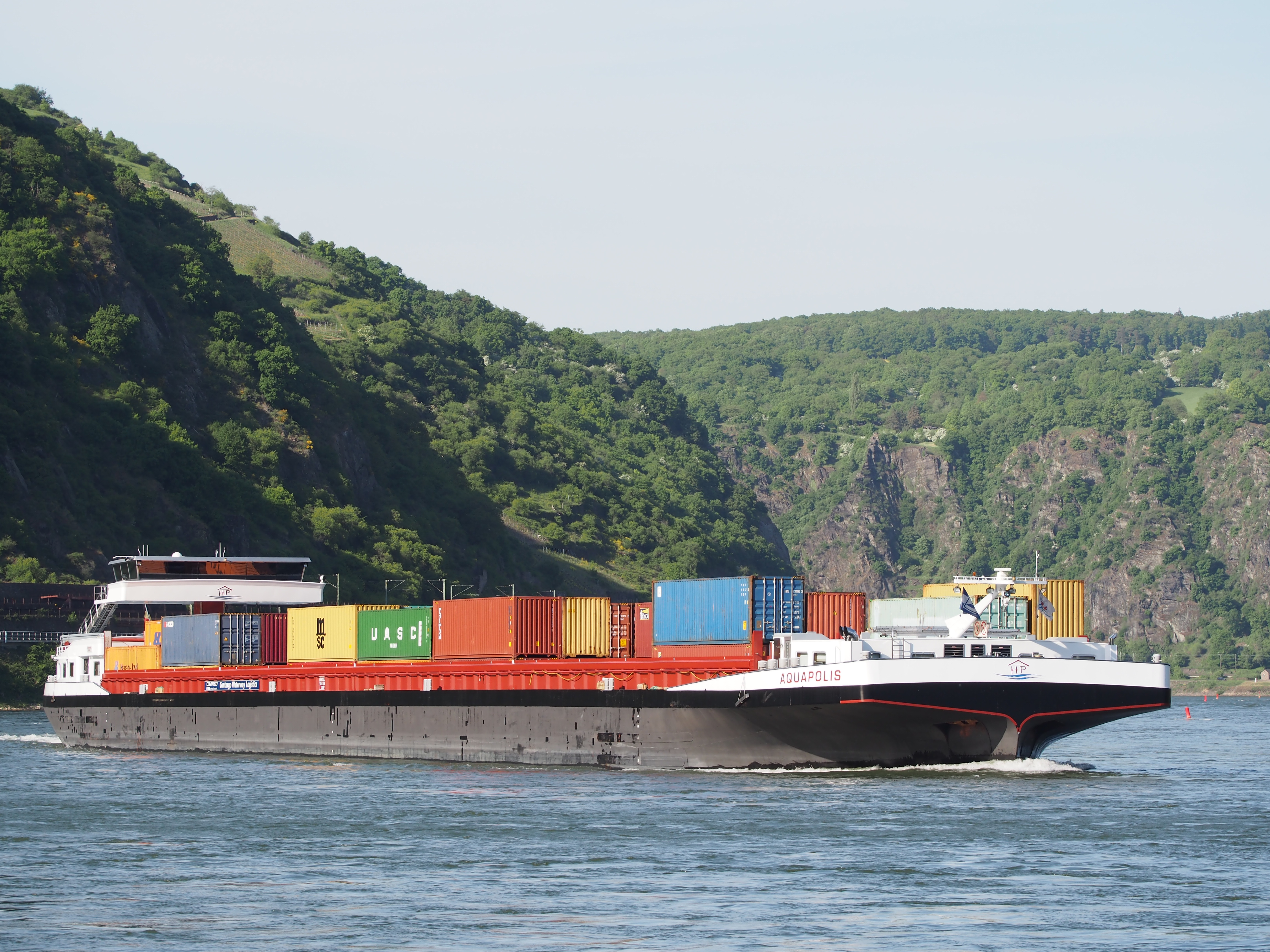
2006 bei De Gerlien van Tiem gebautes Frachtschiff Aquapolis

De Gerlien van Tiem ist eine 1967 gegründete Werft im niederländischen Druten an der Waal. Sie begann mit der Reparatur von Binnenschiffen, produziert seit 1985 zusätzlich Schiffstechnik und fertigt seit 1995 auch Schiffsneubauten für die Binnenschifffahrt.

## Lage und Ausstattung
Als Standort für die Werft wählte Firmengründer Frans van Tiem 1967 ein Gelände in Beneden-Leeuwen – einem Ortsteil der Gemeinde West Maas en Waal in der Provinz Gelderland –, an dem zunächst die Wartung und Reparatur von Binnenschiffen im Vordergrund stand. In Beneden-Leeuwen blieb das Familienunternehmen die nächsten 15 Jahre und zog 1993 an den heutigen Standort in Druten. Dort baute die Firma einen eigenen Hafen und eine Produktionshalle für die bereits in Beneden-Leeuwen begonnene Herstellung von Schiffstechnik.
Zur Ausstattung der Werft gehört ein Trockendock, das Schiffe mit einer Länge von bis 110 Metern und einem Gewicht von 1150 Tonnen aufnehmen kann. Ergänzt wird das Trockendock durch drei Stevendocks, um die Bug- oder Hecksektion eines Schiffes aus dem Wasser zu heben. Sie haben eine Länge von 28 bis 35 Metern und eine Hebeleistung von 350, 750 und 1100 Tonnen. Am Trockendock stehen zwei Portalkräne, auf dem Werftgelände weitere sieben Turmkräne zur Verfügung. Dazu kommen zwei Arbeitspontons, ein Liegeplatz für Schiffe mit einer Länge von bis zu 154 Metern und zwei Produktionshallen.

## Beginn als Reparatur- und Umbauwerft
Zu Beginn hat die Werft zunächst Wartungs-, Reparatur- und Instandhaltungsarbeiten angeboten. Sie können von einfachen Schadensreparaturen bis zu kompletten Schiffsüberholungen reichen. Erweitert hat die Werft ihr Leistungsspektrum durch das Angebot von Umbauarbeiten aller Art. So werden zum Beispiel Einhüllen-Tankern zu Trockenfrachtschiffen, Öltanker zu Säuretankern umgebaut oder auch Passagierschiffe umfassend modernisiert.

## Werft als Schiffstechnikhersteller
Bereits in Beneden-Leeuwen hatte die Werft eigene Bugstrahlruder entwickelt, die sie ab 1985 zusätzlich zu den Werftleistungen auf dem Markt anbot. Heute werden Modelle für Küstenmotorschiffe und Binnenschiffe angeboten, die von kleinen 60-PS-Motoren bis zu 1000-PS-Einheiten und in Größen von 400, 580, 680, 850, 1000, 1200 und 1400 Millimetern mit einem Lenkradius von 360 Grad reichen. Die Werft produziert die Bugstrahlruder in einer eigenen Produktionshalle und bietet den Einbau wie den Versand der Ruder an. Nach eigenen Angaben hat De Gerlien van Tiem zwischen 1985 und 2020 rund 1200 Bugstrahlruder verkauft. Daneben bietet der Hersteller selbst entwickelte quadratische Ankerpfähle an.

## Geschäftsfeld Neubauten

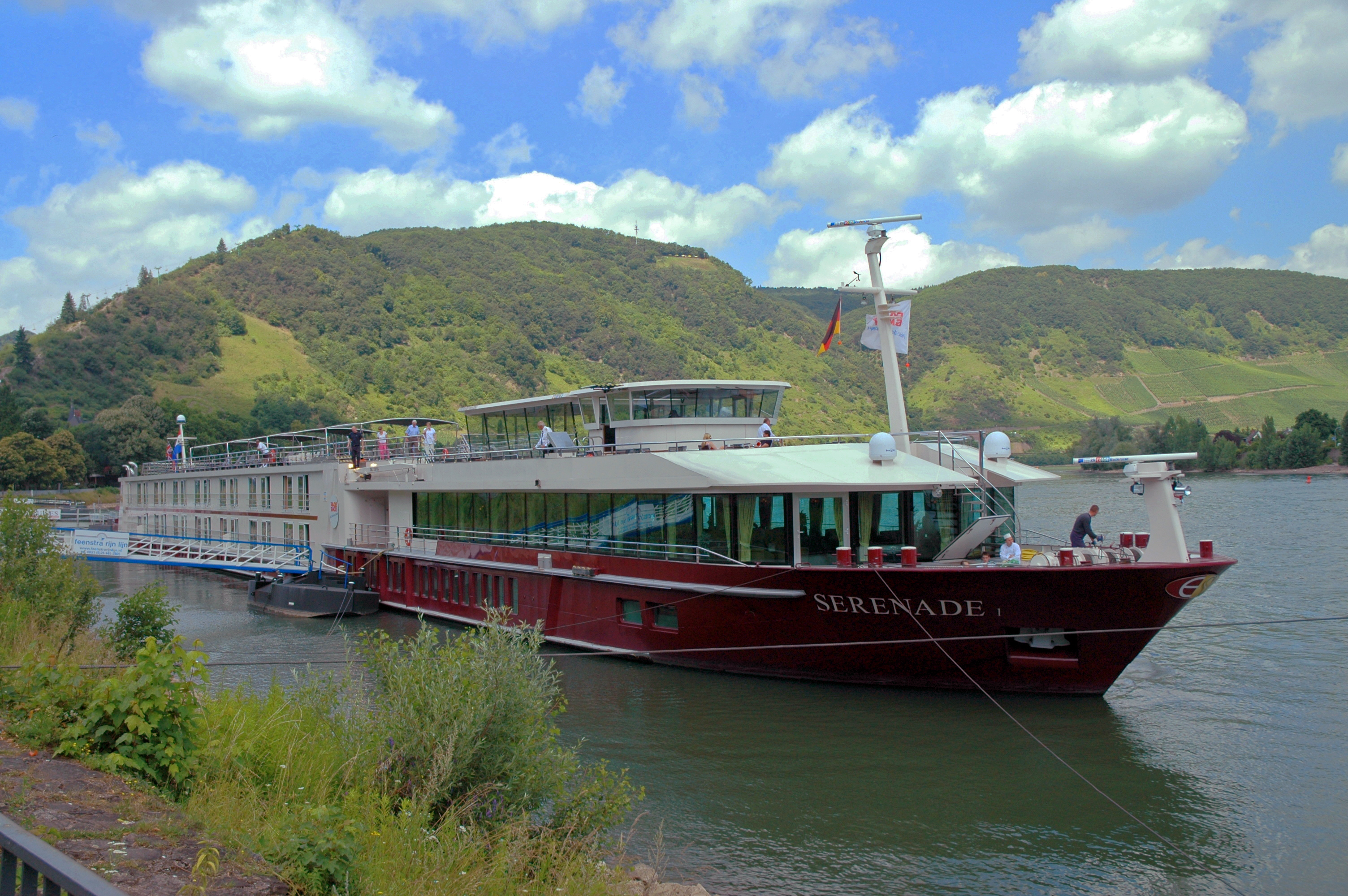
2005 bei De Gerlien van Tiem gebautes Fluss-Kreuzfahrtschiff Serenade 1

Als Erweiterung der Umbauten von Schiffen bietet De Gerlien van Tiem seit 1995 auch Neubauten von Trockenfrachtschiffen, Tankern, Baggerschiffen, Schubschiffen und Passagierschiffen für Flusskreuzfahrten wie für Tagesausflüge an. Die Werft ist für Neubauten von Schiffen bis zu 135 Meter Länge ausgelegt, zu den Kunden zählen Einzelauftraggeber ebenso wie Reedereien.
Bei den Frachtschiffneubauten bezieht die Werft den Kasko von Unterauftragnehmern: Viele der Rümpfe stammen aus China, weitere kommen von rumänischen Werften und nur wenige aus Westeuropa. Die Passagierschiffe werden weitgehend vor Ort produziert, auch hier bezieht die Werft bei Bedarf externe Werften mit ein, wie 2011 bei dem Tagesausflugsschiff Maria Sibylla Merian. In Druten produzierte De Gerlien van Tiem den achteren Schiffsteil einschließlich Motorenanlage, während die Bugsektion von der Helldörfer-Werft aus Arnheim zugeliefert wurde. Motoren werden nach Wunsch der Auftraggeber zugekauft und von unterschiedlichen Herstellern bezogen.

## Bauliste (Auswahl)
Die Bauliste enthält eine Auswahl von Schiffsumbauten und Neubauten der Werft.
| Baunr. | Name                 | ENI      | Jahr          | Schiffstyp                | Vermessung oder Passagiere | Auftraggeber                                      | Anmerkungen |
| ------ | -------------------- | -------- | ------------- | ------------------------- | -------------------------- | ------------------------------------------------- | --- |
|        | Ina                  | 02322824 | 1996 (Neubau) | Gütermotorschiff          | 2327 Tonnen                | Teekman - Kruisinga Vof, Kampen                   | Kasko von Santierul Naval in Orșova, Ausbau in Druten; 1996 Ina, 2002 Celeste, 2007 Nocht, 2009 Torenvalk, 2015 Euodia, 2018 Adriaan-J;  |
|        | Maracaibo            | 06003592 | 2000 (Neubau) | Tankmotorschiff           | 3595 t                     | Orinoco NV, Antwerpen                             | Kasko von Maasdok, Maastricht, Ausbau in Druten; 2009 Foucault, Stettin, 2014 Galypsos, Wijnegem;                                        |
|        | Martie               | 02325291 | 2001 (Neubau) | NeoKemp (Neuer Kempenaar) | 849 tdw                    | M. Verschaar, Hardinxveld-Giessendam              | Kasko von Societatea Comerciala Navol, Oltenița, Ausbau in Druten; zweites von fünf NeoKemps, die 2001/2002 auf der Werft gebaut wurden; |
|        | Bolero               | 02325839 | 2003 (Neubau) | Containerschiff           | 5327 Tonnen, 500 TEU       | Vof. Millennium 2000, Zwijndrecht                 | Kasko von Nantong Shipyard in Nantong (China); Ausbau bei De Gerlien van Tiem;                                                           |
| 101    | Emendo               | 02326563 | 2004 (Neubau) | Tankmotorschiff           | 3388 t                     | Dahlia Scheepvaart BV, Rotterdam                  | Kasko von Turnu Severin, Drobeta Turnu Severin, Ausbau in Druten; seit 2018 Pouwel S;                                                    |
|        | Serenade 1           | 02326953 | 2005 (Neubau) | Flusskreuzfahrtschiff     | 134 Pass.                  | Select Voyages, Zug                               | Kasko von IHC, Kinderdijk, Ausbau in Druten;                                                                                             |
| 262    | Aquapolis            | 06105002 | 2006 (Neubau) | Containerschiff           | 6287 t                     | Feitelijke Vereniging J. – B. Hoeykens, Antwerpen | Kasko von Nantong Hongqiang Shipyard, Nantong, Ausbau in Druten; bis zu 504 TEU;                                                         |
| 335    | Blankenrode          | 04807760 | 2009 (Neubau) | Tankmotorschiff           | 1981 t                     | Fluvia Tankrode, Hamburg                          | Kasko von der Giurgiu Werft, Giurgiu, Ausbau in Druten                                                                                   |
|        | Excellence Royal     | 02332815 | 2010 (Neubau) | Fluss-Kreuzfahrtschiff    | 144 Passagiere             | Swiss Excellence River Cruise, Basel              | Schwesterschiff der Excellence Queen; befährt Seine zwischen Paris und Caudebec-en-Caux;                                                 |
| NB27   | Excellence Queen     | 02333623 | 2011 (Neubau) | Fluss-Kreuzfahrtschiff    | 172 Passagiere             | Swiss Excellence River Cruise, Basel              | Schwesterschiff der Excellence Royal; befährt Rhein und Mosel sowie Wasserwege in Flandern und Holland bis IJsselmeer;                   |
|        | Maria Sibylla Merian | 04810040 | 2011 (Neubau) | Tagesausflugsschiff       | 480 Passagiere             | Primus-Linie, Frankfurt am Main                   | Rund- und Tagesfahrten sowie Eventfahrten auf Main, Rhein und Neckar;                                                                    |
|        | Joie de Vivre        | 02336845 | 2017 (Neubau) | Flusskreuzfahrtschiff     | 128                        | Uniworld Boutique River Cruises, Rotterdam        | Kasko von der Groningen Shipyard, Waterhuizen, Ausbau in Druten;                                                                         |
| 347    | Piz la Margna        | 2338476  | 2019 (Neubau) | Tankmotorschiff           | 2743 t                     | Fluvia BV, Rotterdam                              | erstes von fünf Tankern für Fluvia BV zum Einsatz von Mineralölprodukten auf dem Rhein;                                                  |
|        | Hardi                | 02325891 | 2019 (Umbau)  | Tankmotorschiff           | 2866 Tonnen                | Duchesse Vof, Zwijndrecht                         | 2003 bei De Kaap in Meppel als ndl. Mineralöltanker Hazard gebaut, 2019 zum Säuretanker umgebaut;                                        |